# Parallelia maturescens
Parallelia maturescens är en fjärilsart som beskrevs av Walker 1858. Parallelia maturescens ingår i släktet Parallelia och familjen nattflyn. Inga underarter finns listade i Catalogue of Life.